# Iľanovo
Iľanovo – dawniej wieś na Liptowie na Słowacji w powiecie Liptowski Mikułasz, od 1978 r. dzielnica Liptowskiego Mikułasza. Liczy ok. 520 mieszkańców.

## Położenie
Iľanovo leży na lewym brzegu Wagu, u północnych podnóży Niżnych Tatr, ok. 3 km na południe od centrum Liptowskiego Mikułasza. Zabudowania osiedla leżą na wysokości 620–640 m n.p.m., rozciągnięte wzdłuż potoku Iľanovianka i drogi, wiodącej z centrum miasta w głąb Iľanovskiej doliny.

## Historia
Tereny Iľanova były zamieszkane przez człowieka już w czasach prehistorycznych. Pozostałości osady kultury łużyckiej z młodszej epoki brązu znaleziono na wzgórzu na zachód od zabudowań dzisiejszego osiedla. Iľanovo wzmiankowane była po raz pierwszy w 1233 r. już jako zorganizowana wieś. Nazwa pochodzi od imienia Ilja (pol. Eliasz). Należała do przodków sławnego później rodu Balazsych. W 1246 r. król Bela IV włączył ją do feudalnego „państwa” z siedzibą w Liptowskim Gródku. Mieszkańcy zajmowali się rolnictwem i hodowlą, a od XVIII w. furmanieniem. W XIX w. rozwinęło się we wsi rzemiosło murarskie, a tutejsi murarze wędrowali za pracą aż do Budapesztu. Do początków XX w. utrzymało się tu domowe płóciennictwo oraz wyrób charakterystycznych chodników i kilimów z resztek materiałów, a do lat międzywojennych – wikliniarstwo.
W czasie słowackiego powstania narodowego w 1944 r. mieszkańcy aktywnie wspierali powstańców. W zimie następnego roku wieś została poważnie zniszczona w czasie długotrwałych walk pozycyjnych, jakie toczyły się tu w lutym i marcu.
W czasach socjalistycznej Czechosłowacji większość mieszkańców utrzymywała się z pracy w państwowych gospodarstwach rolnych i zakładach przemysłowych Liptowskiego Mikułasza. Odbudowana wieś, włączona w 1978 r. w skład miasta, przekształciła się w peryferyjną dzielnicę mieszkaniową o indywidualnej zabudowie.

## Turystyka i rekreacja
Iľanovo jest punktem wyjściowym dwóch znakowanych szlaków trystycznych: żółtego , wiodącego Iľanovską doliną na przełęcz sedlo Pod Kúpeľom oraz niebieskiego , wiodącego na Krakovą hoľę przez Poludnicę.
Na południe od centrum Iľanova znajduje się niewielki ośrodek narciarski Iľanovo-Košútovo z jednym narciarskim wyciągiem orczykowym i trasą zjazdową długości 350 m. W pobliżu niewielkie, całoroczne schronisko - Chata Nezábudka.